# USS Trout (SS-202)
La USS Trout (pennant number SS-202) fu un sommergibile a propulsione  diesel – elettrica della United States Navy, appartenente alla classe Tambor. Entrata in servizio nel novembre del 1940, prese parte alla seconda guerra mondiale operando sul fronte del Pacifico, finendo poi affondata al largo delle Filippine probabilmente attorno al 29 febbraio 1944.